# Spicularia simplex
Spicularia simplex är en svampart som först beskrevs av Christiaan Hendrik Persoon, och fick sitt nu gällande namn av Christiaan Hendrik Persoon 1822. Spicularia simplex ingår i släktet Spicularia, divisionen sporsäcksvampar och riket svampar.   Inga underarter finns listade i Catalogue of Life.